# Sĕfirōt
Sĕfirōt (traslitterato anche in sephirot, sephiroth, sefiroth o sefirot (in ebraico סְפִירוֹת‎?), al singolare sephirah o anche sefirah (in ebraico סְפִירָה‎?, lett. "enumerare")), è un termine che compare nella cabala.

## Definizione

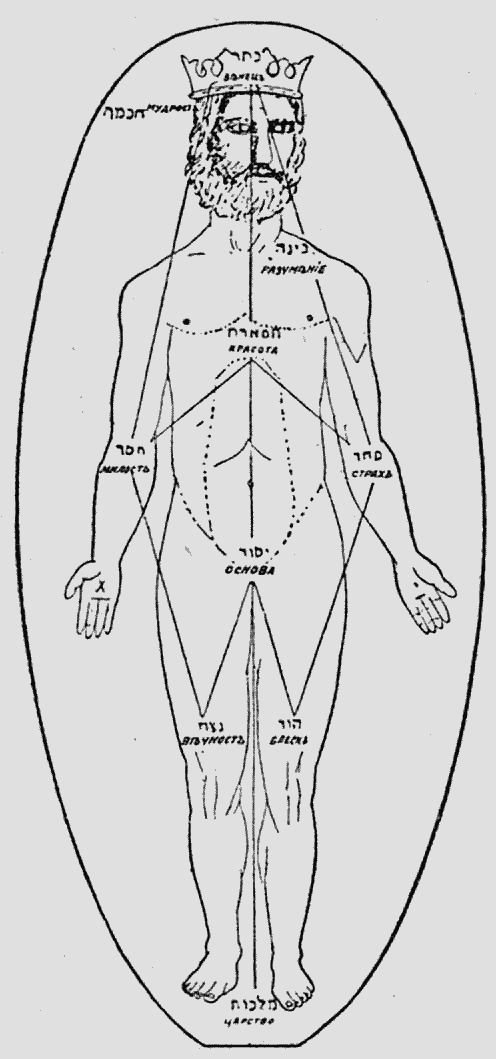
Adam Kadmon, rappresentazione metaforica delle Sefirot nel corpo umano

La parola Sefirot è connessa, secondo il Sefer Yetzirah, con sefer (libro), sefar (computo) e sipur (storia), che derivano dalla stessa radice SFR (ספר). Il significato basilare viene reso come emanazioni: le Sefirot nella Cabala ebraica sono i dieci attributi di Dio (a cui ci si riferisce con אור אין סוף Or Ein Sof, "Luce Senza Limiti") attraverso cui l'Ein Sof (l'Infinito) si rivela e continuativamente crea sia il reame fisico che la Catena dei Reami metafisici superiori (Seder hishtalshelut).
Attraverso i quali, Egli può proiettarsi sul mondo e gli uomini. Le Sefirot non sono da intendersi come i gradi di una scala che va dalla Divinità al mondo, sono da intendersi più come i gradi della vita divina, all'interno del Dio stesso, bisogna però ricordare che secondo lo Zohar siano il mondo originario della parola creatrice, ovvero il mondo dei Nomi di Dio.
Configurazioni alternative delle Sefirot sono date da scuole diverse nello sviluppo storico della Cabala, con ognuna che articola differenti aspetti spirituali. La tradizione del numero 10 è indicata nello Sefer Yetzirah: "Dieci Sefirot del nulla, dieci e non nove, dieci e non undici". Poiché nell'insieme sono elencate undici Sefirot nei vari schemi cabalistici, due (Keter e Daat) sono visti come manifestazioni inconsce e consce dello stesso principio, conservando quindi le dieci categorie. Nella Cabala viene descritta la struttura funzionale delle Sefirot nel canalizzare la divina forza vitale creativa, rivelando l'inconoscibile essenza divina alla Creazione.
La prima Sefirah descrive la Volontà Divina sopra all'intelletto. Le successive due Sefirot descrivono l'Intelletto Divino cosciente e quelle dopo descrivono le Emozioni Divine coscienti primarie e secondarie. Due Sefirot (Binah e Malkhut) sono femminine, poiché il principio femminile nella Cabala descrive un "vaso" (kli) che riceve la luce (Ohr) esteriore mascolina, per poi nutrire interiormente e dare vita alle Sefirot inferiori. Corrispondente a ciò è la Presenza Divina Femminile (Shekhinah - ebraico: שכינה). La Cabala vede l'anima umana come lo specchio del Divino (secondo Genesi 1:27 – "Dio creò l'uomo a sua immagine; a immagine di Dio lo creò; maschio e femmina li creò") e, più in generale tutte le creazioni come riflessi: loro fonte di vita nelle Sefirot. Pertanto le Sefirot descrivono anche la vita spirituale dell'uomo e costituiscono il paradigma concettuale della Cabala per comprendere ogni cosa. Questo rapporto tra l'anima umana e il Divino, dà alla Cabala una delle sue due metafore centrali nel descrivere la Divinità; a fianco l'altra metafora dell'Ohr (luce). Tuttavia la Cabala ripetutamente sottolinea la necessità di evitare ogni interpretazione corporea. Per questo, le Sefirot vengono relazionate alla struttura del corpo e riformate in Partsufim ("Persone/Configurazioni/Forme"). Alla base dell'obiettivo strutturale di ogni Sefirah è una forza motivazionale nascosta, che è compresa meglio confrontandola a un corrispondente stato psicologico dell'esperienza spirituale umana.
Nella filosofia chassidica, che cerca di internalizzare l'esperienza del misticismo ebraico nell'ispirazione quotidiana (deveikuth), viene esplorata questa vita interiore delle Sefirot e il ruolo che giocano nel servizio dell'uomo verso Dio in questo mondo.
Anche se le sĕfirōt sono dieci e ognuna ha propri attributi, quando se ne menziona una si richiamano tutte le altre come per una rete di associazioni:
| Numero o livello | Nomi                   | Attributi | Corrispondente parte del corpo | Persona biblica | Principali associazioni simboliche                                                                           |
| ---------------- | ---------------------- | --- | ------------------------------ | --------------- | --- |
| 1                | Keter                  | la Corona, la Volontà Prima, il Divino Nulla | l'Intelletto, il volto         |                 | l'Inesistenza del Pensiero, l'Inconoscibile.                                                                 |
| 2                | Chokhmah               | la Saggezza, l'Inizio, il Punto di Partenza, il Primo Aspetto discernibile di Dio, il Principio Maschile di Dio, il Padre Superiore che feconda la Sephirah successiva | la Mente                       |                 | il Vino, il Pozzo profondo.                                                                                  |
| 3                | Binah                  | la Comprensione, il Principio Femminile di Dio, l'Utero da cui deriva tutto il resto della Vita Divina e Terrena                                                       | il Cranio                      | Lea             | il Palazzo, la Primavera, il Pentimento, il Giubileo, la Cinquantesima Porta.                                |
| 4                | Chessed o Ghedullah    | la Benevolenza, la Clemenza, la Misericordia, l'Amore | la mano destra                 | Abramo          | il Sud, il colore bianco, il Mattino, il Latte, l'Argento                                                    |
| 5                | Ghevurah o Pahad o Din | il Potere, il Terrore, il Rigore, il Giudizio | la mano sinistra               | Isacco          | il Nord, il colore rosso, il Crepuscolo, il Sangue, l'Oro                                                    |
| 6                | Tiferet o Rachamin     | la Bellezza, la Compassione, il Principio Armonizzante, la Gloria | il Grembo                      | Giacobbe        | l'Est, il colore verde, il Cielo, Re Salomone, la Sposa, la Torah scritta, l'Albero della Vita, la Palma     |
| 7                | Nezach                 | l'Eternità, la Durata, la Vittoria | la gamba destra                | Mosè            | il Ringraziamento, il Cherubino, la Fonte della Profezia.                                                    |
| 8                | Hod                    | la Gloria, la Maestà, la Regalità | la gamba sinistra              | Aronne          | la Lode, il Cherubino, la Fonte della Profezia.                                                              |
| 9                | Yessod                 | il Fondamento, il Giusto | il Fallo                       | Giuseppe        | il Patto, la Pace, il Bastone, il Sabato.                                                                    |
| 10               | Malkuth o Shekhinah    | il Regno, la Presenza, è l'ultima Sephirah, l'unica ricettiva | la Vagina                      | Rachele         | Gerusalemme, la Luna, l'Oceano, il Tempio, l'Arcobaleno, la Torah orale, l'Albero della Conoscenza, il Cedro |

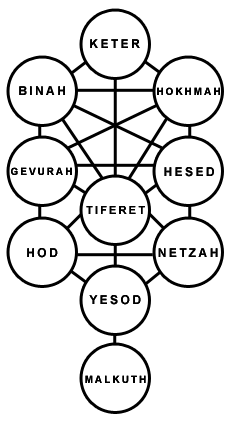
Rappresentazione grafica delle Sephirot

In particolare Silvio Graziadio Cusin ha studiato il ruolo dell'undicesima sefiroth Daat dove vi sarebbe la coincidenza fra Eros e Conoscenza.
A ogni Sefirah viene abbinato non solo una serie di attributi ma anche tutta una serie di corrispondenze che vanno dai colori alle parti del corpo umano e anche alcuni dei Nomi di Dio. Il medico e filosofo pugliese Shabbetai Donnolo nel X secolo è tra i primi a occuparsi in maniera critica del concetto di sefirot elaborato nel Sépher Yetziràh, scrivendo il suo commentario Sefer Hackmonì.

### Elencazioni

La Cabala medievale afferma che il peccato di Adamo ha introdotto una falsa separazione tra il Divino maschile e la Shekhinah femminile, consumando dall'Albero della Conoscenza prima che dall'Albero della Vita, due aspetti delle Sefirot

Le dieci Sefirot sono un processo graduale che illumina il Piano divino che si dispiega nella Creazione. Esse si trovano in maniera completa nei testi della Cabala medievale, come nell'opera centrale dello Zohar. L'etimologia ebraica dei loro nomi nella Cabala si intende riferita agli aspetti subliminali desunti dal significato caratteriale di ogni Sefirah. Questo collegamento diretto tra le creazioni spirituali e fisiche e i loro nomi ebraici, riflette la teologia della Cabala che la Creazione è formata dal discorso metaforico di Dio, come dal primo capitolo della Genesi. La Cabala espande ulteriormente i significati dei termini delle Sefirot: nella sua prima sistematizzazione completa, effettuata nella sintesi razionale del XVI secolo di Moses Cordovero (Cabala cordoveriana), le Sefirot sono elencate dalla più alta alla più bassa:
| Categoria:           | Sefirah: |
| -------------------- | --- |
| Supracoscienza       | 1 Keter-"Corona" |
| Intelletto cosciente | 2 Chokhmah-"Saggezza" 3 Binah-"Comprensione" |
| Emozioni coscienti   | (Emozioni primarie:) 4 Chesed-"Benevolenza" 5 Ghevurah-"Rigore" 6 Tiferet-"Bellezza" (Emozioni secondarie:) 7 Nezach-"Eternità" 8 Hod-"Splendore" 9 Yesod-"Fondamento" (Vaso che porta all'azione:) 10 Malkuth-"Regno" |

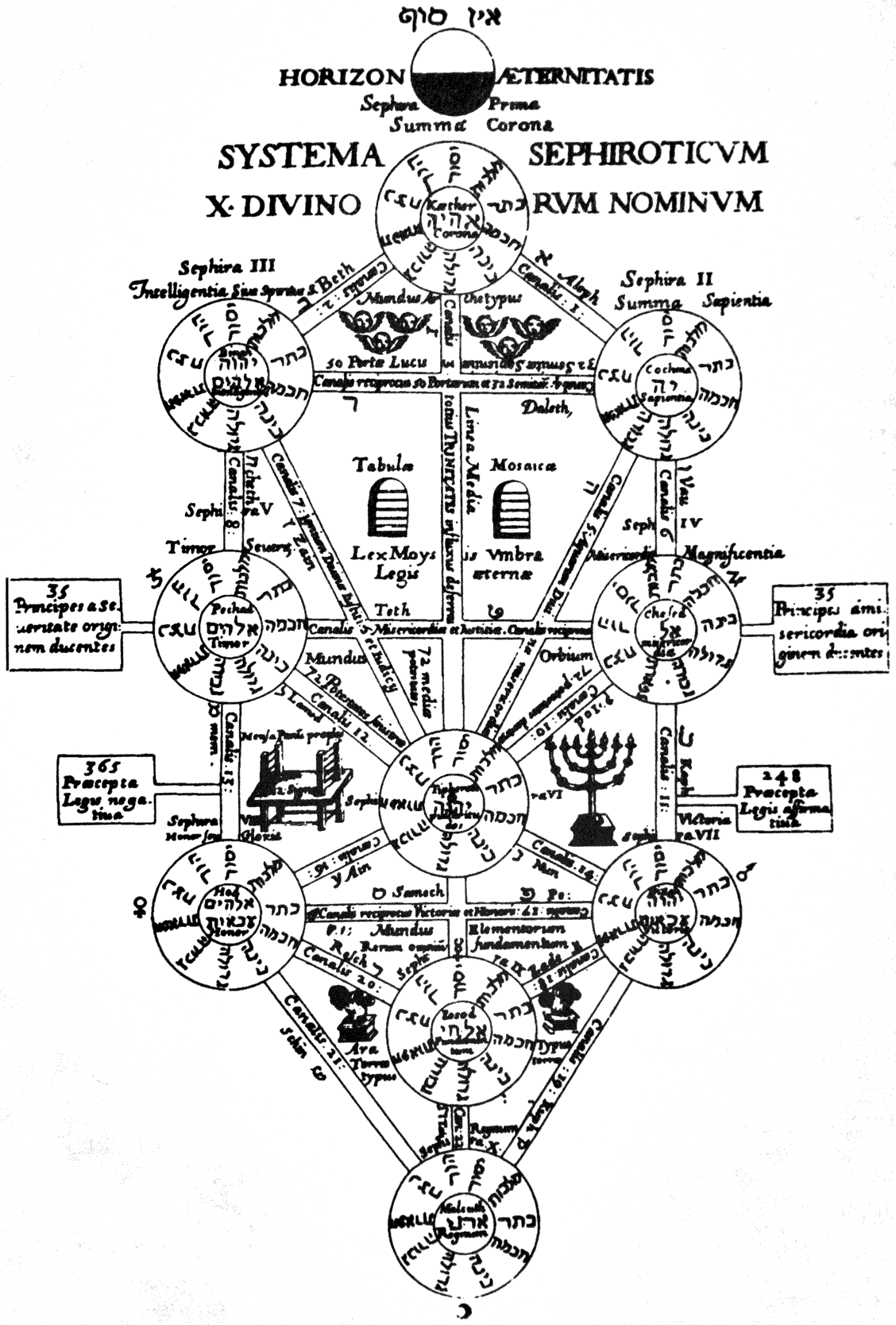
La struttura basilare delle Sefirot, e relativi collegamenti, è diventata una delle varianti più comuni dell'Albero nella Cabala ermetica. I dettagli di questa illustrazione includono la Legge di Mosè, i 248 comandamenti positivi e i 365 comandamenti negativi di Maimonide (associati rispettivamente con i principi di misericordia e rigore)

Nel successivo schema cabalistico trascendente del XVI secolo di Isaac Luria (Cabala lurianica), le Sefirot di solito sono elencate in modo leggermente diverso, escludendo Keter e aggiungendo Daat, poiché Daat è vista come la manifestazione cosciente del Keter inconscio. Questa differenza di opinione riflette il precedente dibattito medievale sulla questione se Keter possa essere identificata proprio con l'Ohr Ein Sof (luce infinita), o come la prima Sefirah rivelata. Isaac Luria include Keter nell'elenco solo in relazione alla luce interiore delle Sefirot. Nel suo consueto elenco delle Sefirot come attributi formati (vasi), Keter è considerata troppo alta per essere inclusa:
| Categoria:           | Sefirah: |
| -------------------- | --- |
| Intelletto cosciente | 1 Chokhmah-"saggezza" 2 Binah-"Comprensione" 3 Daat-"Conoscenza" |
| Emozioni coscienti   | (Emozioni primarie:) 4 Chesed-"Benevolenza" 5 Ghevurah-"Rigore" 6 Tiferet-"Bellezza" (Emozioni secondarie:) 7 Nezach-"Eternità" 8 Hod-"Gloria" 9 Yesod-"Fondamento" (Vaso che porta all'azione:) 10 Malkuth-"Regno" |

### Interinclusione delle Sefirot
La prima dinamica che ha consentito alle Sefirot di unirsi in collaborazione è stata l'interinclusione all'interno di ciascuna di un ulteriore sottoinsieme di dieci Sefirot. Così, per esempio, Chesed contiene Chesed all'interno di Chesed, Ghevurah dentro Chesed (caratterizzata da una contrazione eseguita per amore, come un padre che punisce il figlioletto) ecc. Nell'interpretazione cabalistica, siccome ci sono sette Sephirot emotive, i loro sottoinsiemi formano 7x7 = 49 stati emotivi. Ciò fornisce l'interpretazione cabalistica della mitzvah (osservanza ebraica) del "Conteggio dell'Omer", calcolando i 49 giorni di sviluppo spirituale personale tra i festival di Pesach e Shavuot. Pesach commemora l'esodo dall'Egitto e nel pensiero mistico ebraico Aegyptus (in ebraico "Mitzrayim", che significa "Limitazioni") rappresenta le sfide da tralasciare nello sviluppo spirituale. Nella Cabala e Chassidismo, lasciare l'Egitto diventa un esodo spirituale quotidiano, soprattutto nei 49 giorni di preparazione a raggiungere lo Shavuot, per commemorare il ricevimento della Torah sul Monte Sinai. La Cabala insegna il vantaggio di concentrarsi sull'aspetto di ogni Sefirah relativa al particolare giorno del Omer. La persona dovrebbe esaminare ciascuna delle proprie qualità spirituali, come processo di rettifica di Teshuvah ("Ritorno a Dio"), in preparazione a rivivere l'accettazione della Torah.
| Giorno del Conteggio dell'Omer:                       | Sefirah suddivisa: |
| ----------------------------------------------------- | ------------------ |
| Primo giorno di Pesach Esodo dall'Egitto              |                    |
| 1                                                     | Chesed di Chesed   |
| 2                                                     | Ghevurah di Chesed |
| 3                                                     | Tiferet di Chesed  |
| ecc.                                                  |                    |
| 47                                                    | Hod di Malkhut     |
| 48                                                    | Yessod di Malkhut  |
| 49                                                    | Malkhut di Malkhut |
| Festival di Shavuot Ricevimento della Torah sul Sinai |                    |

## Le due configurazioni delle Sefirot:Iggulim-Cerchi eYosher-Verticali
Nella Cabala si danno due disposizioni spirituali alternative per descrivere le Sefirot, metaforicamente descritte come "Cerchi" e "Verticali". Le loro origini provengono dalla Cabala medievale e lo Zohar. Nella posteriore Cabala lurianica del XVI secolo, vengono sistematizzate in due fasi successive di evoluzione delle Sefirot, durante l'evoluzione cosmica primordiale della Creazione. Tale evoluzione è fondamentale per il processo metafisico del Tikkun (riparazione/perfezionamento) nelle dottrine di Isaac Luria.

### Iggulim-Cerchi

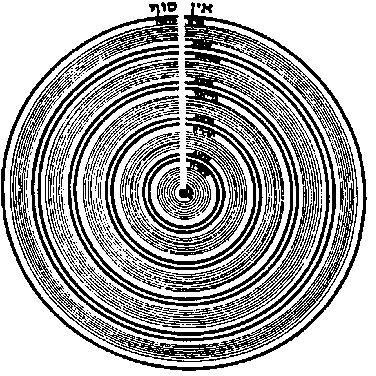
Rappresentazione metaforica dei Cinque Mondi, con le 10 Sephirot irradiate in ciascun Iggulim-cerchio concentrico

Una rappresentazione schematica raffigura la Sephirot metaforicamente come cerchi concentrici sempre più piccoli, che si irradiano verso l'interno dall'Onnipresenza Divina circostante. I Quattro Mondi del Seder hishtalshelus ("Catena della Progressione"), o con l'aggiunta del Quinto Mondo superiore (Adam Kadmon), possono essere rappresentati in questo schema, a partire dal più alto e procedendo verso il centro del cerchio verso il reame fisico più basso, il nostro Mondo. In ogni Mondo irradiano le 10 Sephirot, come 10 fasi successive della catena di flusso discendente verso il successivo reame inferiore. Tale rappresentazione diagrammatica mostra in successione la natura di ciascuna delle 10 Sephirot, come una catena discendente, ognuna più rimossa dalla Coscienza Divina:
Lo spazio circostante nel diagramma è la realtà divina Infinita (Ein Sof). Il cerchio più esterno negli insegnamenti della Cabala lurianica è lo "spazio" fatto dal Tzimtzum in cui la creazione si dispiega. Ogni Mondo successivo sta progressivamente più lontano dalla Rivelazione Divina, un cerchio metaforico più piccolo, più contratto. L'emanazione in ogni Mondo procede verso il basso nelle 10 Sephirot, con l'ultima Sephirah (Malkhut-Attualizzazione del Piano Divino) di un Mondo che diventa la prima Sephirah (Keter-La Divina Volontà) e ne è condivisa dal successivo reame inferiore. La linea verticale al centro del cerchio rappresenta il percorso dell'emanazione discendente e la contrazione dal primo Ohr (luce) iniziale del "Kav" (Raggio) nella dottrina lurianica.

### Yosher-Verticali

Configurazione Yosher-Verticali delle 10 Sefirot organizzate in 3 colonne

Lo schema più importante e meglio conosciuto della raffigurazione delle Sephirot li organizza come un albero con 3 colonne. La colonna di destra rappresenta la forza spirituale di espansione. La sinistra rappresenta il suo opposto, la contrazione. La colonna centrale è l'equilibrio e la sintesi tra queste opposte tendenze. Le linee di collegamento nel diagramma mostrano le connessioni specifiche del flusso spirituale tra le Sephirot, i "ventidue Percorsi di Collegamento", e corrispondono ai canali spirituali delle ventidue lettere dell'alfabeto ebraico. La Cabala vede le lettere ebraiche come canali di vitalità spirituale. Ciò deriva dalla considerazione presente nella Genesi della Creazione del Mondo, dove la Creazione avviene attraverso dieci "pronunciamenti" ebraici di Dio ("Sia la..."). Nella teologia cabalistica queste lettere rimangono le forze spirituali immanenti che ricreano costantemente tutta l'esistenza. I percorsi si dividono in tre categorie, illustrate in questo diagramma dai loro colori differenti, corrispondenti ai tre tipi di lettera.

## La metafora umana nella cabala
La cabala, sistema centrale del misticismo ebraico, utilizza sottili analogie e metafore antropomorfiche e per descrivere Dio nell'Ebraismo, sia nel rapporto Dio-mondo che nella natura interiore del Divino. Questi includono la metafora del rapporto anima-corpo, le funzioni di anima-poteri dell'uomo, la configurazione della forma corporea dell'uomo, e le influenze uomo-donna nel Divino. I cabalisti ripetutamente avvertono e sottolineano la necessità di divorziare le loro nozioni da ogni corporeità, dualismo, pluralità, o connotazioni spaziali e temporali. Poiché "la Torah parla nella lingua dell'Uomo", i termini empirici sono necessariamente imposti sull'esperienza umana in questo mondo. Una volta che l'analogia è descritta, i suoi limiti sono compresi, spogliando il nocciolo dal suo guscio (Qelipot), per arrivare a una concezione più vera. Ciò nonostante, i cabalisti hanno scelto con cura la loro terminologia per indicare le connotazioni sottili e le profonde relazioni presenti nelle influenze spirituali divine. Più precisamente, siccome vedono l'emanazione del mondo materiale dai reami spirituali, gli antropomorfismi analoghi e le metafore materiali stesse derivano per causa ed effetto dalle loro precise analogie basilari dell'Alto.
La descrizione del mondo materiale Inferiore in generale, e dell'uomo in particolare, come creati nell'"immagine" del mondo Superiore, non è riservata nell'Ebraismo rabbinico alla Cabala, ma abbonda più largamente nella letteratura biblica, Midrashica, talmudica e filosofica. La Cabala estende le metafore umane più radicalmente ad antropomorfizzare particolari manifestazioni divine dell'Alto, mentre enfatizza la necessità di spogliare le analogie da una corporeità materialista impura. I "testi comprovanti" classici su cui si basa tale approccio includono "Da questa mia carne, vedrò Dio", e l'analogia rabbinica "Come l'anima pervade tutto il corpo... vede, ma non è vista... sostiene tutto il corpo... è pura... dimora in recinti più interni... è unica nel corpo... non mangia e non beve... nessuno sa dove sia il suo posto... così il Santo, Benedetto Egli sia..." Insieme alla metafora della Luce, la metafora-Uomo è centrale nella Cabala. Tuttavia, ha anche i suoi limiti, abbisogna di qualificazione ed è futile se presa come paragone corporeo letterale. Le sue limitazioni includono l'effetto del corpo sull'anima, poiché il mondo non provoca nessun cambiamento in Dio; le distinte origini separate di anima e corpo, poiché in relazione all'Onnipresenza di Dio, in particolare nel suo sviluppo chassidico acosmico, tutta la Creazione è "annullata" alla fonte.

### Facoltà dell'anima e principi maschio-femmina

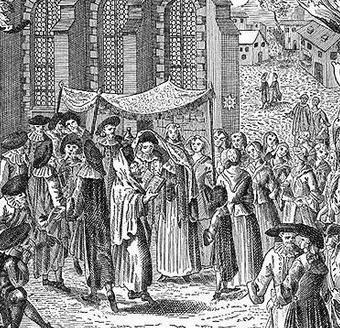
La Cabala riferisce le Sefirot e la Presenza Interiorizzata della Shekhinah ai principi divini "maschio-femmina", rappresentati nell'unione del matrimonio ebraico dell'illustrazione. Nella Cabala medievale il compito dell'uomo è Yichud-"Unione" maschio-femmina della Divinità nell'Alto. Nella Cabala lurianica l'uomo riscatta le Scintille di santità esiliate della Shekhinah dal Qelipot (guscio) materiale

La configurazione Yosher-Verticale delle Sephirot le organizza in una interrelazione Partzuf, dove ogni Sephirah si riferisce e media l'influenza delle altre. Questa metafora di interrelazioni divine nell'Alto è organizzata nella relazione schematica dell'anima umana, perché da solo in tutta la Creazione, l'Uomo-Adamo si ritiene incapsuli tutte le forze armonizzate, mentre animali e angeli incarnano soltanto le singole unità istintive. Il significato di questo, come anche il pieno significato delle riconfigurazioni Partzufim delle Sephirot, emerge solo nella Cabala lurianica del XVI secolo, dove la disposizione Yosher-Verticale, i Partzufim  e le anime di Israele rappresentano il mondo secondario della correzione-Tikun, mentre gli angeli, gli animali e le origini basilari superiori delle Nazioni del Mondo incarnano il Mondo primordiale del Caos-Tohu. La Cabala lurianica applica il versetto "Dio creò l'uomo a sua immagine, a immagine di Dio lo creò, maschio e femmina li creò" a questo ordinamento Tikun-Yosher riconfigurato. Nello schema Yosher, i principi divini sono descritti attraverso le facoltà dell'anima umana, con Binah-Comprensione e Malkuth-Regno-Shekhinah-Divina Presenza Inabitante che incapsula il Femminino Divino nella Creazione, il principio dell'internalizzazione pregnante del ricevere e del nutrire.
Nella Cabala medievale il compito dell'uomo è l'Unione-Yichud nell'Alto dei principi "maschio-femmina" della Divinità, sanando l'apparente separazione e occultamento della Presenza Divina Shekhinah femminile inabitante che sostiene questo mondo dal "Santo Benedetto Egli Sia", il trascendente divino nell'Alto. La separazione e interruzione del Shefa-Flusso di Vitalità divina in questo Mondo è causato dai peccati dell'uomo. Unificazione e rivelazione vengono aperte dalla benevolenza dell'uomo, in modo che nella Cabala l'uomo incorpora tutto il cosmo spirituale e sostiene i Cieli. Il rinascimento cabalistico di Safed nel XVI secolo enfatizzò la preghiera prima dell'osservanza delle mitzvot, unendo Tiferet-Bellezza, principio centrale delle emozioni maschili (Zeir Anpin), con Malkuth-Regno, la Shekhinah femminile:
Insieme le quattro lettere del Nome Divino Tetragramma essenziale incapsulano le Sefirot nell'Alto.

### Configurazione del corpo
Nonostante la particolare raffigurazione geometrica dello schema Yosher, attraverso ciascuna facoltà dell'anima nel corpo, gli organi fisici dell'uomo rispecchiano anche le superni forze divine nell'Alto, poiché lo schema di Yosher sottolinea l'interrelazione delle Sephirot come un'unità o corpo. In questo contesto, la postura fisica verticale dell'uomo contrasta con le forme orizzontali degli animali. La corrispondenza delle Sephirot con gli organi fisici dell'uomo viene così rappresentata:

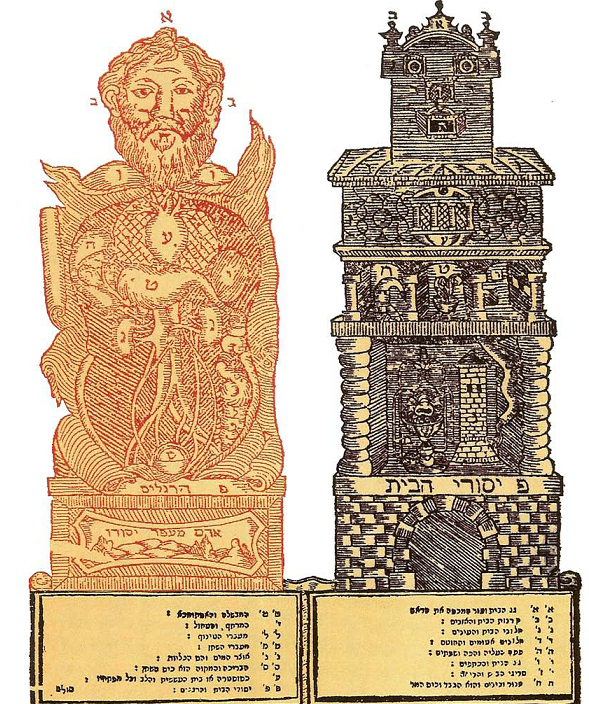
La Casa dell'Uomo: La dinamica delle Sefiroth può essere applicata a qualsiasi organismo, sistema o transazione. In questa stampa del XVII secolo, la progettazione di una casa e l'anatomia umana sono interpretate secondo i principi dell'Albero della Vita

| Sefirah:           | Organo:                                                        |
| ------------------ | -------------------------------------------------------------- |
| Keter-Corona       | Cranio, volto Corona sovrastante Da'at elyon                   |
| Chochmah-saggezza  | Emisfero cerebrale destro Cervello                             |
| Binah-Comprensione | Emisfero cerebrale sinistro Cuore                              |
| Da'at-Conoscenza   | Cervello centrale Da'at tachton                                |
| Chesed-Benevolenza | Braccio destro incluse le 10 dita                              |
| Ghevurah-Rigore    | Braccio sinistro incluse le 10 dita                            |
| Tiferet-Bellezza   | Torso Fronte Pnimiut-Internalità Schiena Hitzoniut-Esternalità |
| Nezach-Vittoria    | Gamba destra incluse le 10 dita dei piedi Rene destro          |
| Hod-Gloria         | Gamba sinistra incluse le 10 dita dei piedi Rene sinistro      |
| Yessod-Fondamento  | Organo sessuale Santa alleanza Partzufim maschio e femmina     |
| Malkuth-Regno      | Bocca Rivelazione-discorso Piedi                               |

## LaShevirah(Frantumazione) lurianica eTikun(Correzione)

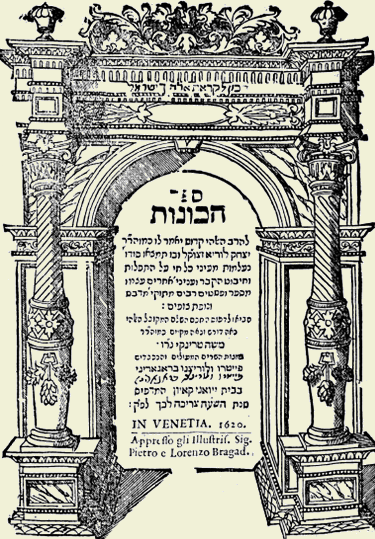
Sefer Hakavanot da "Kisvei HaAri", discepoli della Cabala lurianica, XVI secolo. Trasferisce l'origine dell'esilio percepito nelle Sefirot alla Creazione Primordiale, prima dell'influenza dell'uomo sull'armonia superna, come nella Cabala medievale

Isaac Luria reinterpretò e rifuse l'intero schema della Cabala nel XVI secolo, creando essenzialmente la seconda delle due diverse versioni della Cabala: quella medievale (le interpretazioni iniziali, intese direttamente dello Zohar, in seguito sintetizzate da Moshe Cordovero) e quella lurianica. Tuttavia, egli intese la sua nuova dottrina più che altro come una nuova rivelazione e insegnamento del vero significato dello Zohar. La Cabala lurianica divenne il sistema cabalistico dominante, rimpiazzando quella di Cordovero e lo Zohar fu poi letto nella sua luce. I cabalisti lurianici cercarono di integrare questo con lo schema cordoveriano, reputando entrambi come veri, ma che descrivevano aspetti diversi ("Mondi") del Processo divino.
La Cabala medievale raffigura una gerarchia lineare discendente della Vitalità divina, le Sephirot che emergono dall'Ein Sof per emanare la Creazione. La Cabala lurianica descrive processi di esilio e redenzione investiti nel flusso divino, dove i livelli più alti discendono in stati inferiori, come anime verso corpi spirituali. La prima emanazione della Creazione conduce alla frantumazione spirituale della Divinità in una "catastrofe" definitiva (Shevirat HaKeilim - "La Frantumazione dei Vasi") e l'esilio delle sue "scintille" nei reami discendenti creati. Cordovero aveva riconciliato precedenti interpretazioni delle Sephirot descrivendo ciascuna come Ohrot ("luci") divine investite in dieci Keilim ("vasi") spirituali e adattate da Luria al proprio schema. Nella Cabala lurianica, i primi vasi delle Sephirot si frantumano a causa della intensità sublime della luce. Poiché ognuna delle Sephirot agisce come forza indipendente - attribuzione di Isaac Luria degli Iggulim (organizzazione delle Sephirot in "Cerchi" indipendenti) senza cooperazione - i loro vasi immaturi sono deboli. Dalla distruzione di questo reame primordiale, il Mondo di Tohu ("Caos") viene costruito la susseguente Mondo di Tikun ("Correzione/Riparazione"), caratterizzato da luci inferiori e vasi più forti. Le luci sublimi di Tohu si ritirano nell'Ein Sof, mentre i loro vasi delle Sephirot frantumano la Creazione. Scintille delle luci superiori originali rimangono attaccate in esilio ai frammenti discendenti e il compito messianico è di redimere tutte le scintille sante di Tohu. Nel Mondo di Tikun invece, i vasi delle Sephirot sono maturi, più forti e agiscono insieme in armonia. A questo stato riformato Isaac Luria attribuì i precedenti concetti cabalistici di Yosher (organizzazione armonizzata "Verticale" delle Sephirot) e i molti passi zoharici che esponevano i Partzufim (le"Forme/Configurazioni"-particolari manifestazioni divine). Ciò sistematizzò il concetto classico dei Partzufim come ordinamento secondario evoluto delle Sephirot nella Creazione.
Isaac Luria relazionava la transizione da Tohu a Tikun a Genesi 1:1-3:
(Isaac Luria, cit.)
La dottrina lurianica della frantumazione dei vasi delle Sefirot emotive descrive il significato esoterico di Genesi 36:31 e 1 Cronache 1:43:
Edom viene descritto in Genesi come discendente di Esaù. Nello schema cabalistico, ciò è identificato con Ghevurah-Rigore non rettificato, fonte dei vasi del Mondo di Tohu-Caos. Gli otto re elencati, che regnarono nel paese di Edom prima di qualsiasi re di Israele, rappresentavano le otto Sefirot da Daat a Malkhut nel Mondo di Tohu, i vasi che si infransero. Di ognuna dice che visse e morì, con la morte che connota l'anima-luce delle Sefirot che ascende ritornando alla sua origine, mentre il vaso-corpo discende e si infrange. Attaccati ai vasi frantumati sono i residui santi della luce precedente, come Nitzot-"Scintille" di santità, che sostengono la Creazione con il Flusso Divino della Volontà. Le scintille sono la forza creativa delle Sefirot nei Quattro Mondi. Il residuo non assorbito dei vasi spezzati nel nostro Mondo fisico inferiore Assiah, diventa il reame di impurità Qelipot. Genesi 1:2: "...E lo spirito di Dio aleggiava sulle acque". Merachepet-"aleggiava" si divide nel numero "288 morirono", la radice numerica delle scintille divine, che poi si suddividono in innumerevoli frammenti.

## IPartzufim,sĕfirōtriconfigurate
I quattro reami della nostra esistenza creata sono complessivamente chiamati i Mondi di Tikkun ("Riparazione"). Nel Tikkun, le Sefirot si evolvono in nuovi ordinamenti, dove si possono congiungere insieme. I differenti reami Tikkun sono caratterizzati da luci (ohrot) minori e vasi più forti.
Successivamente alla interinclusione delle dieci Sefirot all'interno di ogni altra, nella Cabala lurianica si sviluppano poi in "Partsufim" ("Persone/Forme"). Un'ampia discussione dei Partsufim si trova nella Cabala medievale dello Zohar, prima di Isaac Luria. Nello Zohar, Shimon bar Yohai spiega i ruoli spirituali dei Parsufim, parlando di loro come manifestazioni spirituali indipendenti, persone. "Il Santo Antico di Giorni", o "Il Volto Lungo", due dei diversi Parsufim, non sono solo aggettivi alternativi di Dio, ma sono particolari manifestazioni, livelli e nature spirituali. La Cabala lurianica s'incentra sul ruolo dei Parsufim come la fase pienamente evoluta dello sviluppo primordiale delle Sefirot, all'inizio della Creazione. Invece che ciascuna delle 10 Sefirot semplicemente includa un sottoinsieme completo di dieci Sefirot come forze potenziali latenti, prima fase della loro evoluzione, nei Parsufim le Sefirot diventano completamente autonome e interrelate. Il nome di ogni Partsuf denota che la Sefirah da cui deriva è ora diventata un sistema indipendente di dieci Sefirot pienamente funzionanti nella forma "Verticale" (Yosher) di "Uomo". Questa riconfigurazione è essenziale nella Cabala lurianica per consentire alle opposte forze spirituali delle Sefirot di operare insieme in armonia. Ogni Parsuf ora opera in modo indipendente e si unisce con gli altri Parsufim. Così, per esempio, si dice che "Il Volto Lungo" discenda e si avvolti all'interno del Parsufim inferiore. Le Sefirot ora si armonizzano, per consentire allo schema lurianico del Tikkun (rettifica) di iniziare. I nomi dei Partsufim fondamentali sono illustrati nella seguente tabella:
| Sefirah: Sefirah originale prima dell'evoluzione             | Partsuf: Forma completamente sviluppata in "Persona"                                                                 |
| ------------------------------------------------------------ | --- |
| Corona supracosciente: Keter                                 | Keter interiore: Atik Yomin "Antico di Giorni" Keter esteriore: Arich Anpin "Volto Lungo" (L'Infinitamente Paziente) |
| Saggezza Intellettuale: Chochma                              | Abba "Padre" |
| Comprensione Intellettuale: Binah                            | Imma "Madre" |
| 6 Sefirot Emotive: Chesed Ghevurah Tiferet Nezach Hod Yessod | Zeir Anpin "Volto Minore" Figlio                                                                                     |
| Ultima Sefirah Emotiva: Malkhut                              | Nukvah "Femminea" Controparte di Zeir Anpin Figlia                                                                   |

## Le dimensioni interiori dellesĕfirōte le potenze dell'anima
Poiché tutti i livelli della creazione sono costruiti intorno alle dieci Sefirot, i loro nomi nella Cabala descrivono il particolare ruolo che ciascuna gioca nella formazione della realtà. Queste sono le dimensioni esterne delle Sefirot, che descrivono i loro ruoli funzionali nel convogliare l'Ohr (Luce) creativo divino a tutti i livelli. Siccome si reputa che le Sefirot comprendano sia le "luci" metaforiche che i "vasi", il loro ruolo strutturale descrive la particolare identità che ogni Sephirah possiede dal suo vaso caratteristico. Alla base di questa struttura funzionale delle Sefirot, ognuna possiede una motivazione spirituale nascosta, interiore, che ispira la sua attività. Ciò costituisce la caratteristica peculiare della luce interiore all'interno di ogni Sefirah.
La comprensione delle Sefirot attraverso tutto il misticismo ebraico si ottiene con la loro corrispondenza all'anima umana. Ciò vale per la struttura cabalistica esterna delle Sefirot. Si applica ancor di più alle loro dimensioni interiori, che corrispondono alle qualità psicologiche interne alla percezione umana. Identificare le proprietà spirituali essenziali dell'anima fornisce la migliore comprensione della loro fonte divina e conseguentemente rivela la bellezza spirituale dell'anima. Nel pensiero chassidico queste dimensioni interne delle Sefirot sono chiamate Kochos hanefesh - "potenze dell'anima". Lo Chassidismo ricerca l'internalizzazione delle idee astratte della Cabala sia esteriormente nella gioiosa sincerità del deveikuth della vita quotidiana, negli atti di bontà e di preghiera; sia interiormente nella nuova sua profonda articolazione del pensiero mistico ebraico, mettendolo in relazione alla vita interiore dell'uomo. L'articolazione delle Sefirot nella filosofia chassidica si concentra principalmente sulla dimensione interiore ed esplora il contributo vitalizzante diretto di ognuno nell'adorazione spirituale di Dio. La Cabala si focalizza sulle manifestazioni esoteriche di Dio nella Creazione, i vasi della Divinità. Lo Chassidut esamina le luci che riempiono questi vasi, come le strutture rivelino l'Essenza Divina e come tale interiorità possa essere percepita. Si può vedere tale differenza nei nomi di queste due fasi della mistica ebraica. "Qabbalah" in ebraico deriva da "Qabal" ("ricevere", come in un vaso). "Chasidut" viene da "Chesed" ("bontà"), considerata la prima e più grande Sefirah, chiamata anche "Grandezza", il desiderio di rivelare e condividere. I nomi delle Sefirot provengono da Qabbalah e descrivono l'effetto divino che ognuno ha sulla Creazione, ma non le loro qualità interiori. Il pensiero chassidico utilizza nuovi termini descrittivi per le dimensioni interiori delle Sefirot, come segue:

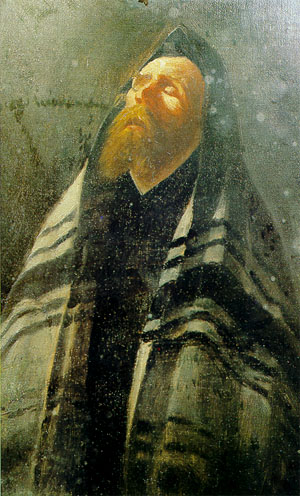
La filosofia chassidica esplora il ruolo delle Sefirot nell'esperienza interiore della psicologia spirituale

| Sefirah: Funzione esteriore della Divinità e dell'anima          | Esperienza interiore: Motivazione divina interiore e risposta dell'anima umana |
| ---------------------------------------------------------------- | --- |
| Supraconscio: Keter-Corona                                       | Essenza di Keter: Emunah-"Fede" (esprime l'essenza dell'anima nell'Infinito) Keter Interiore: Taanug-fonte inconscia di "Delizia" (anima radicata nella delizia) Keter esteriore: Ratzon-"Volontà" trascendente inconscia (anima espressa mediante volontà) |
| Prima rivelazione dell'intelletto: Chochma-Intuito di Saggezza   | Bittul-"Abnegazione" (Rivelazione ispira auto-annullamento) |
| Intelletto compreso: Binah-Comprensione                          | Simchah-"Gioia" (Comprensione risveglia la gioia) |
| Intelletto assimilato: Daat-Conoscenza                           | Yichud-"Unione" (Unione con l'idea risveglia le emozioni) |
| Emozione primaria del dare: Chesed-Benevolenza                   | Ahavah-"Amore" di Dio e del Divino in tutte le cose (Risposta del dare divino) |
| Emozione primaria della contrazione: Ghevurah-Potenza/Rigore     | Yirah-"Timore" di Dio (Soggezione mistica della Divinità) |
| Emozione primaria dell'equilibrio: Tiferet-Bella armonia         | Rachamim-"Misericordia/Compassione" (Bilancia la carità con la restrizione) |
| Emozione secondaria del dare: Nezach-Vittoria/Eternità           | Bitachon-"Fiducia" (Fiducia ispira determinazione) |
| Emozione secondaria della contrazione: Hod-Splendore/Gratitudine | Temimut-"Sincerità/Fervore" (Risposta sincera alla Gloria Divina) |
| Emozione secondaria dell'equilibrio: Yessod-Fondamento           | Emet-"Verità" (Stimolo a verificare la connessione nell'operato) |
| Vaso emotivo dell'azione: Malkhut-Regno                          | Shiflut-"Inferiorità" (Azione mediante il ricevimento di luci sefirotiche superiori) |

## I quattro mondi
Queste emanazioni si manifestano non solo nella parte fisica dell'universo ma anche in quella metafisica. La cabala distingue tra quattro differenti "mondi" o "piani":
1. Atzilut (in ebraico אֲצִילוּת‎?), "Il Mondo dell'Emanazione": su questo livello la luce di Ein Sof si irradia ed è un tutt'uno con la sua fonte.
2. Beri'ah (in ebraico בְּרִיאָה‎?), "Il Mondo della Creazione": in questo livello risiede il primo concetto di creazione dal nulla ancora senza forma. Qui è dove risiedono le gerarchie angeliche più alte.
3. Yetzirah (in ebraico יְצִירָה‎?), "Il Mondo della Formazione": su questo livello le essenze acquisiscono forma e sostanza.
4. Asiyah (in ebraico עֲשִׂיָּה‎?), "Il Mondo dell'Azione": a questo livello la creazione è completa, anche se in una dimensione ancora spirituale. Al livello più basso c'è "l'Asiyah fisica" che comprende il nostro mondo fisico e le sue creature.

Ognuno di questi mondi è progressivamente meno raffinato e sempre più lontano dalla Divinità Rivelata, sebbene le dieci Sephirot si manifestino in tutti.
Siccome particolari Sephirot dominano ciascun reame, il quinto mondo primordiale, Adam Kadmon, è spesso escluso a causa della sua trascendenza e ci si riferisce quindi solo ai Quattro Mondi successivi. I loro nomi vengono dettati dal Libro di Isaia 43:7:
(Isaia 44:7)
Sotto Assiah, il più basso dei mondi spirituali, c'è Assiah-Gashmi ("Assiah Fisico"), il nostro universo fisico, che riveste le ultime due emanazioni delle Sefiroth (Yesod e Malchut). Collettivamente, i Quattro Mondi vengono anche denominati con "ABiYA", le rispettive lettere iniziali.

## Associazioni scritturali, numerologiche e spirituali

Le dieci Sefirot organizzate in tre colonne con ventidue Percorsi di Connessione di tre tipi

### Associazioni di 3 colonne
Le Sefirot sono organizzate in tre colonne discrete o gimel kavim ("tre righe" in ebraico). Spesso sono indicate come i tre "Padri", sono derivate da tre "Madri" e sono attribuite alle vocali (Waw, Jod e Hei), come segue:
- Colonna centrale:

Kether dirige la colonna centrale dell'Albero, che è conosciuta metaforicamente come "Pilastro della Mitezza" ed è associata con la lettera ebraica Aleph, "il respiro", e l'elemento dell'aria. Si tratta di un neutro, un equilibrio tra le due forze opposte di tendenze maschili e femminili. Alcuni insegnamenti descrivono le Sefirot sul pilastro centrale come di genere neutro, mentre altri affermano che le Sefirot variano nelle loro attribuzioni sessuali.
- Colonna destra, in ebraico kav yamin:

Chokhmah dirige la colonna destra dell'Albero - parlando metaforicamente: il "Pilastro della Misericordia" - associata alla lettera ebraica Šin, l'elemento del fuoco e l'aspetto maschile;
- Colonna sinistra, in ebraico kav smol:

La colonna di sinistra è guidata da Binah ed è chiamata il "Pilastro della Severità". È associato alla lettera ebraica Mem, l'elemento dell'acqua e l'aspetto femminile.
Mentre ai pilastri s'è assegnata un'attribuzione sessuale, ciò non significa che ogni Sefirah su un determinato pilastro ha la stessa attribuzione sessuale del pilastro su cui risiedono, e ciò si applica sia alla Cabala ebraica che a quella ermetica: ogni Sefirah è considerata maschile rispetto alla successiva Sefirah diramata sull'Albero e femminile rispetto alla precedente Sefirah.
Tradizioni alternative considerano i generi grammaticali delle rispettive parole. Quindi, Ghevurah è femminile perché ha un pinnacolo atonale He. Quindi Severità o Giustizia diventa un attributo femminile, mentre Chesed (Misericordia o Bontà) diventa maschile, nonostante la moderna tendenza occidentale a considerare diversamente il genere di questi termini.

### Significati numerologici
L'Albero delle Sefirot ha anche un significato in senso numerologico. Tra le dieci Sefirot scorrono ventidue canali o percorsi che le connettono, un numero che può essere associato alle 22 lettere dell'alfabeto ebraico. Complessivamente le forze spirituali delle dieci Sefirot e i ventidue canali di collegamento sono chiamati i "32 Sentieri della Sapienza".
Per raffigurare l'Albero in questo senso, si consideri ciascuna di queste dieci sfere come cerchi concentrici con Malkuth il più interno e tutti gli altri racchiusi da quest'ultimo. Nessuno di questi è separato dall'altro e tutti semplicemente aiutano a formare una visione più completa del tutto perfezionato. In parole povere, Malkuth è il Regno che è il mondo fisico su cui viviamo ed esistiamo, mentre Keter, chiamato anche Kaether e Kaether Elyon, è la Corona di questo universo, che rappresenta la massima comprensione possibile di Dio che gli uomini possano avere.

### Significato rabbinico

Albero Bahir in ebraico

Albero Kircher in ebraico

Per quanto riguarda il significato reale dei numeri 10 e 22 nel contesto dell'Ebraismo, esso va interpretato cabalisticamente in Genesi. Dio si dice abbia creato il mondo mediante Dieci Pronunciamenti, contrassegnati dal numero di volte che Genesi afferma: "Dio disse".
- Genesi 1:3[38] - "Dio disse: 'Sia la luce!'. E la luce fu." (Keter)
- Genesi 1:6[39] - "Dio disse: 'Sia il firmamento in mezzo alle acque per separare le acque dalle acque'". (Chockmah)
- Genesi 1:9[40] - "Dio disse: 'Le acque che sono sotto il cielo, si raccolgano in un solo luogo e appaia l'asciutto'". E così avvenne." (Binah)
- Genesi 1:11[41] - "E Dio disse: 'La terra produca germogli, erbe che producono seme e alberi da frutto, che facciano sulla terra frutto con il seme, ciascuno secondo la sua specie'". E così avvenne." (Chesed)
- Genesi 1:14-15[42] - " Dio disse: 'Ci siano luci nel firmamento del cielo, per distinguere il giorno dalla notte; servano da segni per le stagioni, per i giorni e per gli anni e servano da luci nel firmamento del cielo per illuminare la terra'. E così avvenne". (Ghevurah)
- Genesi 1:20[43] - "Dio disse: 'Le acque brulichino di esseri viventi e uccelli volino sopra la terra, davanti al firmamento del cielo.'" (Tiferet)
- Genesi 1:22[44] - "Dio li benedisse: 'Siate fecondi e moltiplicatevi e riempite le acque dei mari; gli uccelli si moltiplichino sulla terra.'" (Nezach)
- Genesi 1:26[45] - "E Dio disse: 'Facciamo l'uomo a nostra immagine, a nostra somiglianza, e domini sui pesci del mare e sugli uccelli del cielo, sul bestiame, su tutte le bestie selvatiche e su tutti i rettili che strisciano sulla terra.'" (Hod)
- Genesi 1:28[46] - " Dio li benedisse e disse loro: 'Siate fecondi e moltiplicatevi, riempite la terra; soggiogatela e dominate sui pesci del mare e sugli uccelli del cielo e su ogni essere vivente, che striscia sulla terra.'" (Yesod)
- Genesi 1:29-30[47] - "Poi Dio disse: 'Ecco, io vi do ogni erba che produce seme e che è su tutta la terra e ogni albero in cui è il frutto, che produce seme: saranno il vostro cibo. A tutte le bestie selvatiche, a tutti gli uccelli del cielo e a tutti gli esseri che strisciano sulla terra e nei quali è alito di vita, io do in cibo ogni erba verde'. E così avvenne." (Malkuth)

Per quanto riguarda i percorsi di ventidue lettere, ci deve essere prima una spiegazione dei tre diversi tipi di lettere in ebraico. Come riferimento, si vedano le immagini dell'"Albero Bahir" e dell'"Albero Kircher" qui a fianco.
- Ci sono tre “Madri” (Aleph, Mem e Šin) che rappresentano le linee orizzontali.
  - La loro differenza dalle altre lettere non viene qui affrontata (materia per un altro articolo).
- Ci sono sette “Doppie” (Bet, Gimel, Dalet, Kaf, Peh, Resh e Tav) che rappresentano le linee verticali.
  - Ogni doppia è attribuita a un suono dolce o duro, a un significato positivo e negativo, alla direzione, pianeta, portale dell'anima, colore, angeli e vocale.
  - Le seconde pronunce di Gimel, Dalet, Resh e Tav si sono perdute o sono disputate, con differenti dialetti che usano suoni differenti. Taw non ha una seconda pronuncia in sefardi, ma l'aschenazi usa un suono `s` quando il diacritico daghesh è assente.
- I dodici "Elementali" (Hei, Vav, Zayin, Chet, Tet, Yud, Lamed, Nun, Samech, Ayin, Tzaddi e Qof) hanno una sola pronuncia e rappresentano le linee diagonali. Altre fonti dicono che corrispondano alle dodici costellazioni zodiacali.[48]

Ogni gruppo di lettere ha un significato in Genesi 1:
- Le Madri rappresentano le tre volte che Genesi dichiara “Dio fece".
- Le Doppie rappresentano le sette volte che Genesi dichiara “Dio vide".
- Gli elementali (o singoli) rappresentano il resto delle volte che “Dio” (Elohim in ogni istanza di Genesi Cap. 1) è citato.

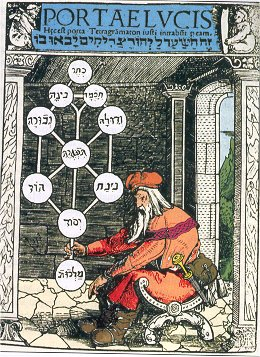
Illustrazione medievale dell'Albero della Vita sorretto dal cabalista Rabbi Isacco il Cieco - i nomi delle Sefirot sono qui in ebraico